# Miedwiodowskaja
Miedwiodowskaja (ros. Медвёдовская) – stanica w Rosji, w Kraju Krasnodarskim, w rejonie timaszowskim. W 2010 liczyła 16 793 mieszkańców.